# Paraclathurella
Paraclathurella is een geslacht van weekdieren uit de klasse van de Gastropoda (slakken).

## Soorten
- Paraclathurella aditicola Hedley, 1922
- Paraclathurella clothonis Hedley, 1922
- Paraclathurella densegranosa (Thiele, 1925)
- Paraclathurella gracilenta (Reeve, 1843)
- Paraclathurella padangensis (Thiele, 1925)
- Paraclathurella thecla (Thiele, 1925)